# Tessera (handel)

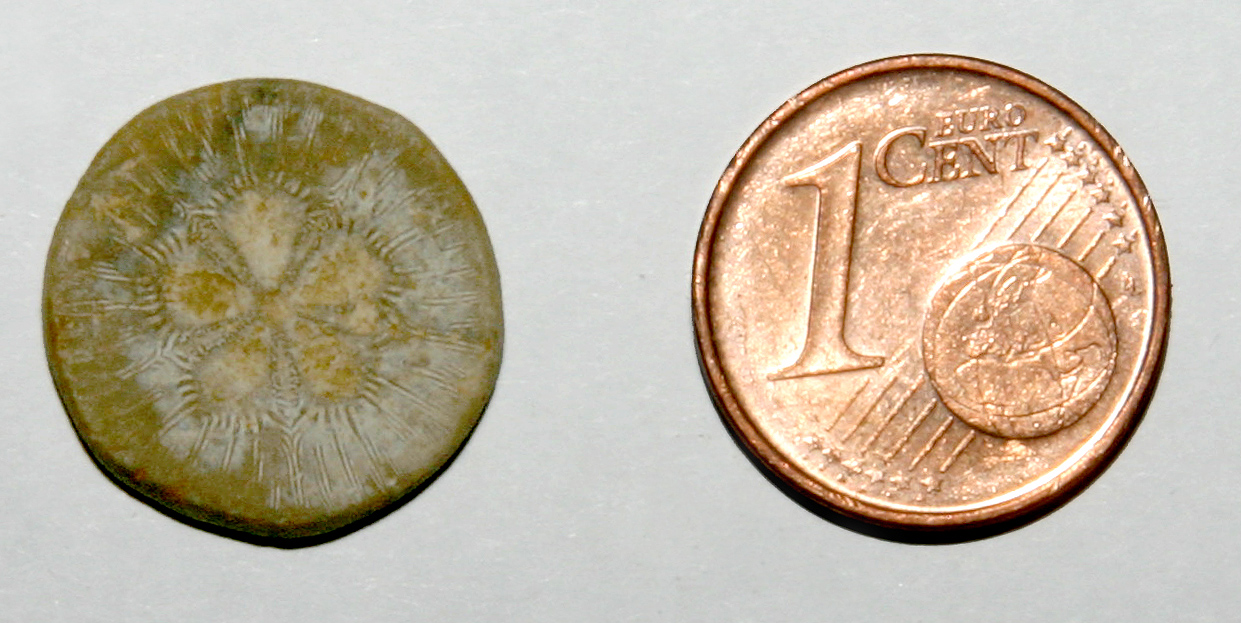
Romeinse tessera met een eurocentstuk ter vergelijking ernaast

De tessera was een oud Romeins equivalent van een theaterkaartje. Bij de oude Grieken werden tesserae σύμβολα / sýmbola genoemd en waren het gerechts-, inkoms- of herkenningsmunten alsook speel- en telmunten. In Athene werden ze als bewijs van deelname aan de volksvergaderingen en rechtszittingen gebruikt en waren zulke rechtsmunten dus een financiële schadeloosstelling.
Later werd tessera ook als term voor de dobbelsteen en voor de plaatjes, die als legitimatie, toegangsbewijs of vervangmiddel voor een munt werden gebruikt. Deze tesserae konden ook andere vormen hebben, zo zijn bijvoorbeeld vele tesserae in ronde, maar ook in staafvorm of in de vorm van een figuur gevonden.